# Stanisław Nowosielski (radioelektronik)
Stanisław Nowosielski (ur. 6 września 1906 w Popławach, zm. 1 listopada 1976) – polski fizyk, specjalista w dziedzinie radioelektroniki, profesor Politechniki Warszawskiej, jeden z twórców polskiej fizyki medycznej.

## Życiorys

### Dzieciństwo i studia
Stanisław Nowosielski urodził się w roku 1906 we wsi Popławy koło Pułtuska. Ukończył Gimnazjum im. Piotra Skargi, jedną z najstarszych szkół średnich w Polsce. W następnych latach studiował na Wydziale Elektrycznym Politechniki Warszawskiej; należał do akademickiego stowarzyszenia Legion Młodych.

### Zdobywanie doświadczenia zawodowego
Po ukończeniu studiów w roku 1936 pracował początkowo w warszawskiej Fabryce Aparatów Elektrycznych K. Szpotański i S-ka. W roku 1938 został zatrudniony w Centrali Zaopatrzenia Instytucji Ubezpieczeń Społecznych na stanowisku kierownika Warsztatów i Renowacji Aparatów Rentgenowskich i Elektromedycznych, a od roku 1939 –  również w czasie okupacji niemieckiej (do chwili wybuchu powstania warszawskiego) – był kierownikiem Sekcji Aparatów Elektromedycznych.

### Okres 1945–1948
W pierwszych miesiącach po zakończeniu II wojny światowej pracował ponownie w Ubezpieczalni Społecznej i brał udział w odbudowie Zakładu Rentgenowskiego w działającym już od lutego 1945 roku Szpitalu na Solcu (wówczas Szpital Miejski Nr 8).
Od października 1945 r. zajmował się, jako pracownik Centralnej Składnicy Ministerstwa Zdrowia, specjalistycznym odbiorem aparatów rentgenowskich i innych rodzajów sprzętu elektromedycznego, przekazywanego Polsce przez UNRRA. W roku 1947 wszedł w skład ministerialnej Komisji Naukowej ds. Aparatury Elektromedycznej.

### Politechnika Warszawska (1948–1976)
W roku 1948 otrzymał propozycję objęcia Zakładu Budowy Aparatów Elektromedycznych na Wydziale Elektrycznym Politechniki Warszawskiej. Propozycja była związana z utworzeniem w roku 1946 Sekcji Elektrotechniki Medycznej, ukierunkowanej na kształcenie studentów w zakresie fizyki medycznej (zob. Cezary Pawłowski).
Stanisław Nowosielski zajmował kolejno stanowiska wykładowcy, adiunkta, zastępcy profesora (1952) i docenta (1966). W roku 1952 objął kierownictwo Katedry Budowy Aparatury Elektromedycznej na Wydziale Łączności.
Realizując program Sekcji Elektrotechniki Medycznej S. Nowosielski prowadził wykłady „Aparaty elektromedyczne” i „Budowa sprzętu rentgenowskiego”. Dla studentów opracował obszerny skrypt „Budowa urządzeń rentgenowskich” (wyd. 1959). Był opiekunem ok. 200 prac dyplomowych, dotyczących elektroniki medycznej i techniki jądrowej (badania podstawowe i konstrukcje prototypowych urządzeń). Studenci Stanisława Nowosielskiego byli doskonale przygotowani w zakresie instalacji i reperacji aparatów rentgenowskich (diagnostycznych i terapeutycznych), co często było źródłem ich utrzymania w trudnych, powojennych czasach. Pod kierunkiem prof. Nowosielskiego zainstalowali w Polsce m.in. 120 aparatów rentgenowskich firmy Philips (dar UNRRA). Część spośród pierwszych studentów i absolwentów „Elektromedycyny” znalazła zatrudnienie w Zakładzie Fizyki prowadzonym przez prof. Cezarego Pawłowskiego w Centrum Onkologii.
Ponad 100 prototypów aparatów elektromedycznych zbudowano w gospodarstwie pomocniczym Katedry, m.in. na zlecenia Fabryki Aparatów Rentgenowskich, Wojskowej Akademii Medycznej, warszawskiej Akademii Medycznej i Wojskowego Instytutu Medycyny Lotniczej. Opracowano m.in. konstrukcje elektroencefalografu (pierwszy w Polsce), audiometru, kilku aparatów rentgenowskich i wielu innych urządzeń. Wytwarzano dawkomierze, elektrometry, układy obniżające bieg własny liczników. Za opracowanie konstrukcji stereowektokardiografu i wdrożenie go do produkcji seryjnej zespół otrzymał Nagrodę Państwową. Opracowana przez Stanisława Nowosielskiego konstrukcja stereoskopowego aparatu rentgenowskiego została opatentowana.
W roku 1970 Stanisław Nowosielski został przeniesiony (z częścią personelu Katedry) na Wydział Mechaniki Precyzyjnej (Instytut Budowy Sprzętu Precyzyjnego i Elektronicznego), gdzie powierzono mu stanowisko kierownika Zespołu Inżynierii Biomedycznej. Na tym stanowisku kształcił specjalistów w zakresie inżynierii biomedycznej do końca życia. Zmarł 1 listopada 1976 roku.